# Cricetiscus
Cricetiscus is een geslacht van knaagdieren uit de woelmuizen- en hamsterfamilie Cricetidae. Het geslacht telt twee soorten, die samen met de soorten uit het geslacht Cricetulus en Phodopus bekendstaan als dwerghamsters. Het geslacht werd voor het eerst omschreven in 1917 door Oldfield Thomas, maar werd tot 2025 als synoniem van het geslacht Phodopus gerekend.

## Kenmerken
Zoals de meeste hamsters hebben de soorten uit het geslacht Cricetiscus korte staarten (4 tot 13 millimeter lang) en wangzakken. De soorten zijn allebei aangepast aan leven in een droog klimaat zoals steppen. De soorten zijn omnivoor en zijn allebei als huisdier te houden.

## Soorten
De twee soorten uit het geslacht zijn:
- Cricetiscus campbelli – Campbells dwerghamster
- Cricetiscus sungorus – Russische dwerghamster